# IC 443
Pour les articles homonymes, voir nébuleuse de la Méduse.

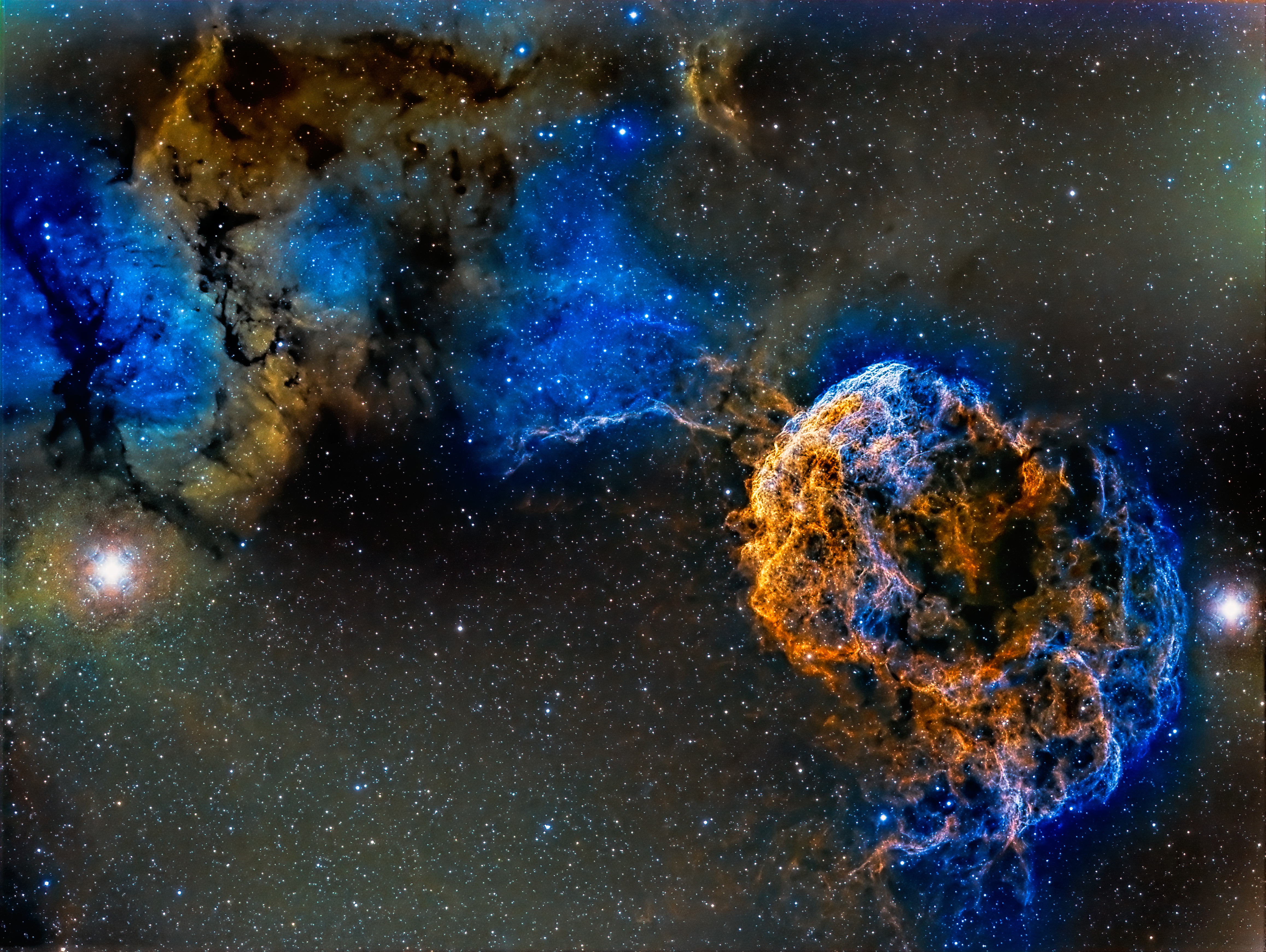
IC 443, avec IC 444, et même LBN 188.69+04.25. IC 443 est la nébuleuse de la méduse, IC 444 une nébuleuse par réflexion et l'autre une région HII. 37 heures d'exposition ont été nécessaire pour réaliser cette photo d'amateur, par un téléscope Takahashi seisakusho. Sur la photo, Les restes d'une supernova qui a explosé avant l'aube des calendriers julien et grégorien sont, par coïncidence, encadrés par deux étoiles brillantes dans le cadre, Eta Geminorum sur la droite et Mu Geminorum sur le côté gauche. Le photographe a photographié la cible avec deux lunettes pour obtenir deux cadrages différents, puis a combiné toutes les données ensemble, qui ont été recueillies sur deux ans.

IC 443, ou SNR G189.0+03.0, est un rémanent de supernova situé dans la constellation des Gémeaux. De taille angulaire importante (45 minutes d'arc, soit une fois et demi le diamètre apparent de la Lune), et assez lumineux tant en X qu'en radio, il fait partie des rémanents de supernova les plus étudiés, une des raisons étant qu'il représente un prototype de rémanent interagissant avec le milieu interstellaire environnant. Pour autant tant la distance que l'âge exact du rémanent ne sont pas connus. L'étude de l'expansion du rémanent en optique plaide pour une distance modérée (entre 0,7  et   1,5  kpc), mais son association probable avec la structure appelée S249 suggère une distance plus grande (1,5  à   2,0 kpc).
Dans un instrument d'astronomie amateur, IC 443 apparaît comme une grande et faible nébuleuse en émission, accompagnée par quelques étoiles jeunes. Il faut l'observer au 200 mm de préférence avec un filtre Type OIII et des GR faibles à moyen selon la transparence atmosphérique. Sa structure laisse entrevoir deux lobes asymétriques faiblement reliés l'un a l'autre, le plus lumineux étant légèrement plus compact. Cette apparence évoque la forme d'une méduse, d'où le nom traditionnel (peu usité) de Nébuleuse de la Méduse (à ne pas confondre avec la Nébuleuse de la Méduse (Abell 21), une nébuleuse planétaire du même nom dans la même constellation).
Elle se trouve sur le bord de la constellation, près de la limite avec Orion/Taureau, et dans la voie lactée près de l'étoile η Geminorum (Tejat Prior), de magnitude apparente 3,3.
Des lycéens, en exploitant des données de Chandra, ont découvert une étoile à neutrons dans les restes de la supernova IC 443.